# Pierre Bourque (saxophoniste)
Pour les articles homonymes, voir Pierre Bourque (homonymie) et Bourque.
Pierre Bourque (27 janvier 1938 à Plessisville au Québec- 31 octobre 2014) était un saxophoniste et professeur de musique québécois.

## Carrière
Pierre Bourque a fréquenté le Collège de Lévis. Il y a été membre de l'orchestre de Sainte-Cécile de 1948 à 1955. En 1955, il entre au Conservatoire de musique de Québec où il est l'élève de Maurice DeCelles. En 1958, il entre au Conservatoire de Paris en France où il est l'élève de Marcel Mule. Il en sort en 1961 avec un premier prix de saxophone.
Après avoir obtenu son diplôme du Conservatoire de Paris, il a rejoint le corps enseignant du Centre d'art Orford au Québec en 1961. Il a occupé ce poste pendant 11 ans. Il a également enseigné simultanément dans plusieurs autres institutions. En 1962, il a rejoint le personnel musical du Collège de Sainte-Anne-de-la-Pocatière où il a enseigné jusqu'en 1965. Il a également rejoint le corps professoral du Conservatoire de musique de Québec en 1962 en tant que professeur de saxophone et de musique de chambre à vent, poste qu'il a occupé pendant plusieurs décennies. En 1972-1973, il a été directeur du Conservatoire de musique du Québec à Chicoutimi. Parmi ses élèves les plus remarquables, citons Jean Bouchard, Claude Brisson, Jacques Larocque et Rémi Ménard.
Alors qu'il était étudiant, Pierre Bourque a fait des tournées de récitals dans le cadre de concerts organisés par les Jeunesses musicales du Canada en 1960 et 1961. En 1962, il s'est produit pour la première fois en soliste avec l'Orchestre symphonique de Québec. Depuis lors, il s'est souvent produit avec cet orchestre et il a été souvent entendu lors de concerts avec l'Orchestre de chambre de la Société Radio-Canada du Québec. En 1963, il a fondé le Quatuor de saxophones Pierre Bourque avec plusieurs de ses étudiants au Conservatoire de musique de Québec. Le quatuor a joué et enregistré activement pendant plus de 20 ans, effectuant des tournées au Canada et à l'étranger.